# Kurt von Hammerstein-Equord
Kurt Gebhard Adolf Philipp von Hammerstein-Equord (Heinrichshagen, 26 settembre 1878 – Berlino, 25 aprile 1943) è stato un generale tedesco.

## Biografia
Nato nel 1878 in una nobile famiglia di Hinrichshagen, nel Meclemburgo-Strelitz, von Hammerstein-Equord entrò a far parte dell'esercito tedesco il 15 marzo 1898. Nel 1907 sposò Maria von Lüttwitz, figlia del generale Walther von Lüttwitz. Introdotto nello staff generale durante la prima guerra mondiale, prese parte alla Battaglia di Turtucaia. Hammerstein-Equord fu un leale servitore della Repubblica di Weimar dopo il crollo dell'impero tedesco, opponendosi anche al Putsch di Kapp del 1920. Egli prestò servizio come capo dello staff della 3ª divisione dal 1924 e come capo dello staff del I gruppo ebbe il comando nel 1929, nonché come capo d'esercito incaricato del ministero della guerra nel 1929. Intimo amico di Kurt von Schleicher, venne nominato comandante in capo del Reichswehr nel 1930, rimpiazzando il generale Wilhelm Heye.
Hammerstein-Equord aveva la reputazione di un classico gentiluomo vecchio stampo con la passione per la caccia piuttosto che per gli incarichi amministrativi. Hammerstein-Equord si riteneva un fedele servitore dello stato tedesco e non dei suoi partiti politici e come tale si dimostrò estremamente ostile al partito nazista salito al potere nel 1933, definendolo “una banda di criminali e pervertiti” (Verbrecherbande und Schweinigels), anche con un'allusione alle tendenze omosessuali di molti leader delle SA. In questo periodo egli si guadagnò il soprannome di “Generale rosso” per aver fraternizzato con i sindacati. Hammerstein-Equord personalmente ammonì Adolf Hitler nel dicembre 1932 dal tentare un colpo di Stato in maniera illegale, promettendogli che non avrebbe esitato a dare l'ordine ai suoi uomini di aprire il fuoco contro i membri del partito nazista. Egli fece le medesime rassicurazioni all'ambasciatore americano, Frederic M. Sackett. Due delle sue figlie, Marie-Luise e Helga, furono membri del servizio segreto del Partito Comunista Tedesco dalla fine degli anni venti passando informazioni segrete ai sovietici.
Hammerstein-Equord avvertì ripetutamente il presidente Paul von Hindenburg circa i pericoli del nominare Hitler quale cancelliere di Germania. In risposta Hindenburg lo rassicurò dicendogli che "non aveva minimamente considerato di nominare un caporale austriaco al ruolo di ministro della difesa o cancelliere". Malgrado questo, il 30 gennaio 1933, a seguito delle persistenti richieste di Hindenburg, Hitler formò un gabinetto di governo divenendo cancelliere della coalizione col partito popolare tedesco. Mantenendo la sua opposizione a Hitler, Hammerstein-Equord venne forzato a dimettersi dai propri incarichi il 31 gennaio 1934. Egli venne richiamato al servizio militare come comandante del gruppo d'armate A il 10 settembre 1939, ma si ritirò nuovamente il 21 settembre di quello stesso anno.
Durante la seconda guerra mondiale, Hammerstein-Equord venne coinvolto in molti complotti per spodestare Hitler. Egli tentò ripetutamente di invitare Hitler a tradimento a visitare una base fortificata sotto il suo comando lungo la Linea Siegfried sul fronte occidentale, coinvolgendo nella cospirazione anche il generale Ludwig Beck, che già aveva fallito in un simile intento. Hitler, ad ogni modo, non accettò mai l'invito di Hammerstein-Equord e quest'ultimo venne trasferito al comando dell'VIII distretto di difesa in Slesia, ottenendo tale commando per ordine personale di Hitler per la sua "attitudine negativa verso il nazionalsocialismo". Egli divenne dunque un membro attivo della resistenza tedesca lavorando con Carl Friedrich Goerdeler.
Hammerstein-Equord morì di cancro a Berlino il 25 aprile 1943. La sua famiglia rifiutò i funerali di stato a Berlino e la sepoltura nel Cimitero Invalidenfriedhof dal momento che la sua bara sarebbe certamente stata ricoperta con la bandiera con la svastica. Il generale venne pertanto sepolto nella tomba di famiglia a Steinhorst in Bassa Sassonia.

## Omaggi e citazioni
Heinrich Brüning, capo del partito di centro cattolico tedesco, che prestò servizio come cancelliere di Germania dal 1930 al 1932, definì Hammerstein-Equord come "l'unico uomo che avrebbe potuto togliere di mezzo Hitler – un uomo senza nervi".

## Matrimonio e figli
Nel 1907 Hammerstein sposò la baronessa Maria von Lüttwitz (1886–1970), figlia del generale Walther von Lüttwitz. da questa unione nacquero i seguenti figli:
- Marie Luise (1908–1999), sposò in prime nozze Mogens von Harbou; successivamente sposò il barone Ernst-Friedemann von Münchhausen
- Maria Therese (1909–2000), sposò Joachim Paasche
- Helga (1913–2001), sposò Walter Rossow
- Kunrat (1918–2007), sposò la baronessa Ingrid von Lüttwitz
- Ludwig (1919–1996), sposò Dorothée Claessen
- Franz (1921–2011), sposò Verena Rordorf
- Hildur (1923–2012), sposò Ralph Zorn